# Aleksandr Kaleri

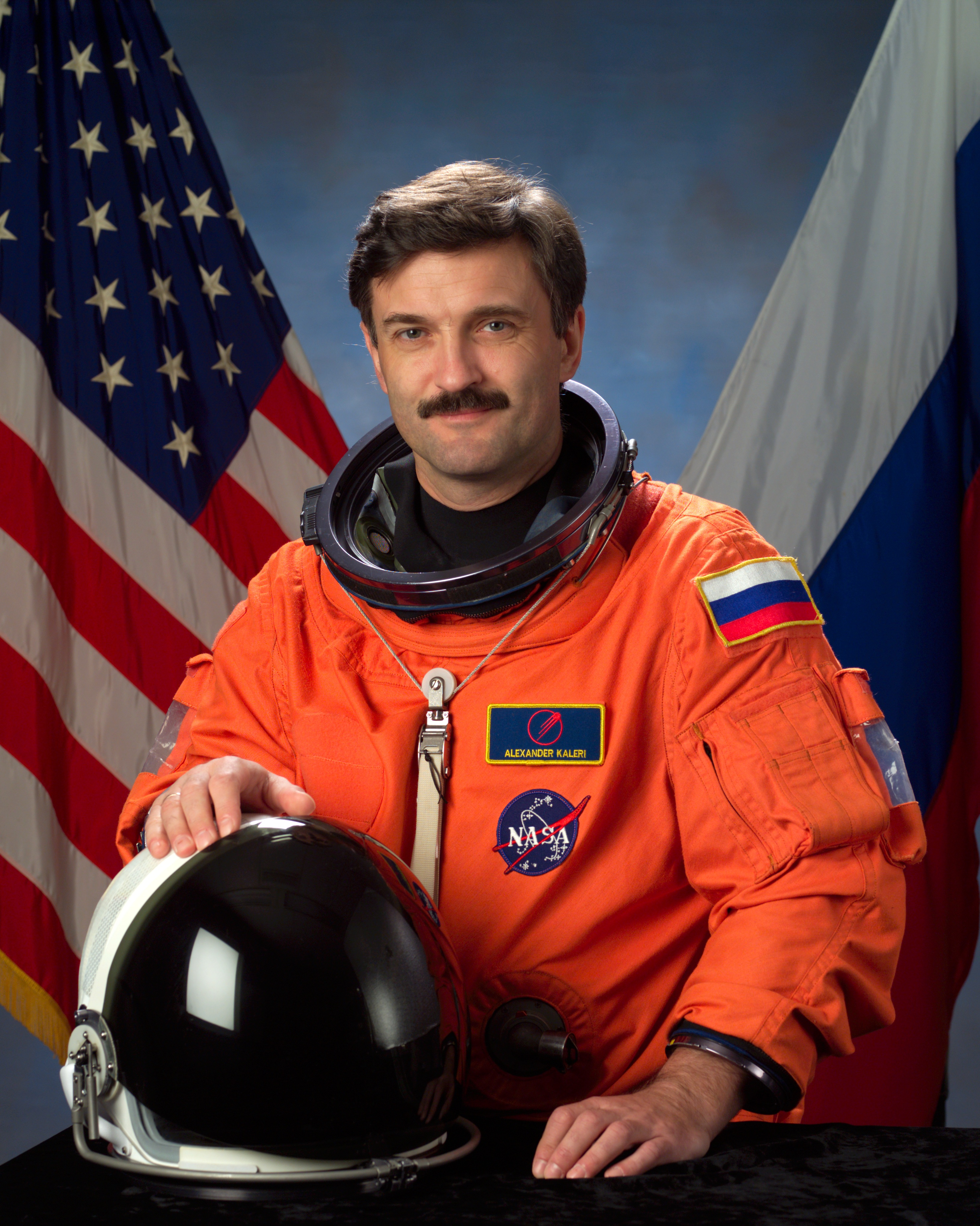

Aleksandr Yúrievich "Sasha" Kaleri (Ruso: Александр Юрьевич Калери; Jūrmala, Letonia, 13 de mayo de 1956) es un cosmonauta ruso y veterano de estadías prolongadas en la estación espacial Mir y en la Estación Espacial Internacional. Ha pasado un tiempo en el espacio de 609d, 21h, y 53m.
Kalerí tiene una licenciatura del Instituto de Física y Tecnología de Moscú. En 1979, fue contratado por la corporación Energía y trabajó en el diseño de la estación espacial Mir. Fue seleccionado como candidato a cosmonauta en 1984 y voló en tres misiones de larga duración a bordo de la Mir en 1992, 1996-1997, y 2000. También voló en la Estación Espacial Internacional, junto con Michael Foale en la Expedición 8.